# 奥利维耶·贝桑瑟诺

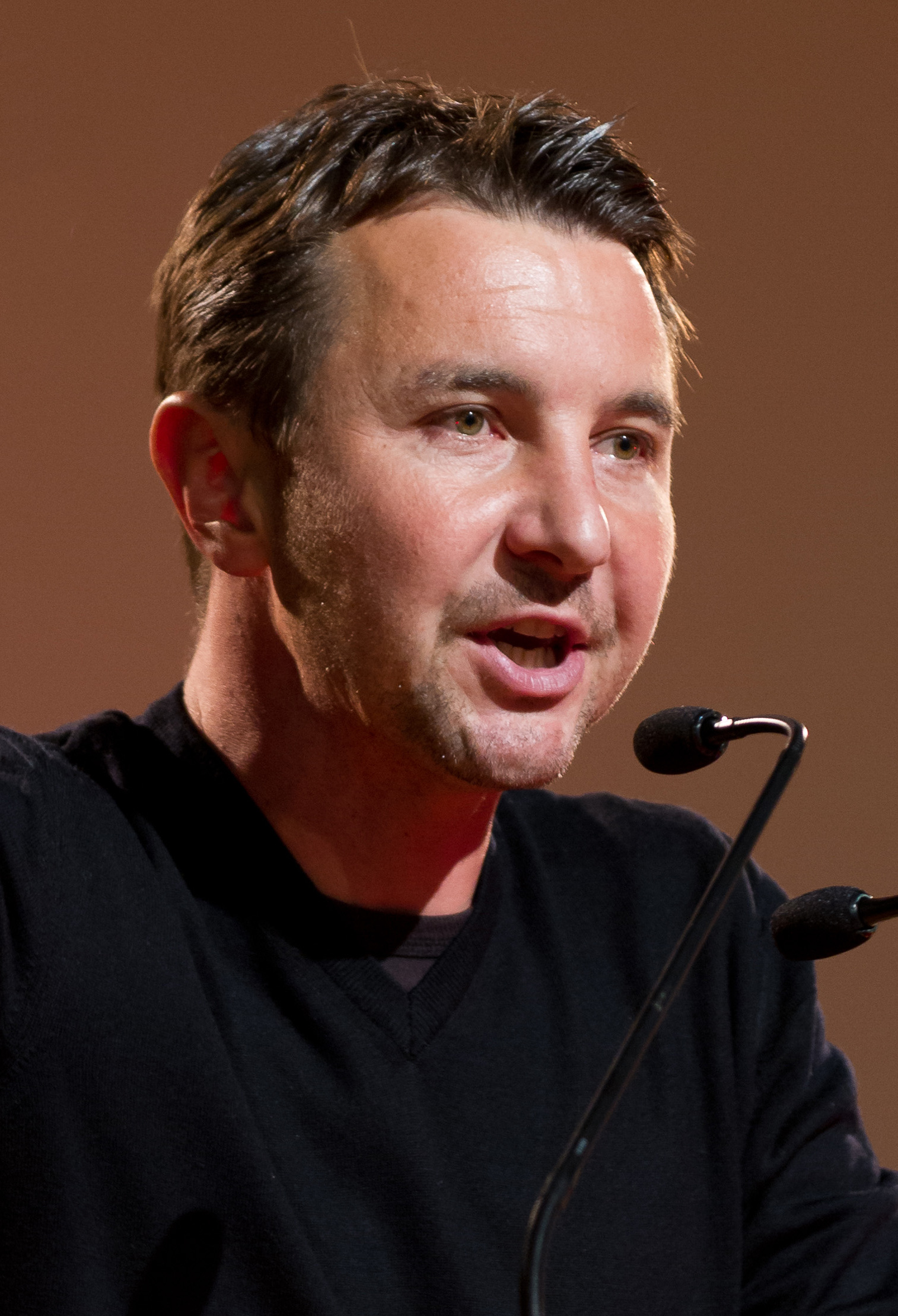
2012年的奥利维耶·贝桑瑟诺

奥利维耶·克里斯托夫·贝桑瑟诺（法語：Olivier Christophe Besancenot；1974年4月18日—）是法国的一位极左翼政治人物和工会活动家，也是新反资本主义党的创始人。
他出生于上塞纳省勒瓦卢瓦-佩雷。1991年，他加入第四国际法国支部革命共产主义联盟。毕业于巴黎楠泰尔大学。后来，成为法国邮政的一名邮递员。1999年—2000年，担任革命共产主义联盟领导人、欧洲议会议员阿兰·克里文的议会随员。他作为革命共产主义同盟推举的候选人，参加2002年和2007年的法国总统选举，分别获得了4.25%和4.08%的选票。2002年—2009，任革命共产主义联盟的发言人；2009年—2011年，任新反资本主义党的发言人。他的妻子是出版商斯蒂芬妮·谢弗里尔，两人育有一子。他宣称自己是无神论者。